# Ungarische Badmintonmeisterschaft 2010
Die Ungarische Badmintonmeisterschaft 2010 fand am 24. und 25. April 2010 in Pécs statt.

## Sieger und Platzierte
| Disziplin    | Gold                              | Silber                          | Bronze                                |
| ------------ | --------------------------------- | ------------------------------- | ------------------------------------- |
| Herreneinzel | Henrik Tóth                       | Márk Szent-Andrássy             | Ádám Pusztai                          |
| Herreneinzel | Henrik Tóth                       | Márk Szent-Andrássy             | Zoltán Kereszti                       |
| Dameneinzel  | Orsolya Varga                     | Krisztina Ádám                  | Sarolta Varga                         |
| Dameneinzel  | Orsolya Varga                     | Krisztina Ádám                  | Mónika Szőke                          |
| Herrendoppel | Kristóf Horváth Henrik Tóth       | Levente Csiszér Ákos Varga      | Pál Pádár Ákos Károlyi                |
| Herrendoppel | Kristóf Horváth Henrik Tóth       | Levente Csiszér Ákos Varga      | András Sinka Csaba Szikra             |
| Damendoppel  | Melinda Keszthelyi Krisztina Ádám | Orsolya Varga Zsuzsa Kovács     | Csilla Gondáné Fórián Daniella Gonda  |
| Damendoppel  | Melinda Keszthelyi Krisztina Ádám | Orsolya Varga Zsuzsa Kovács     | Sára Fekete Zsófia Horváth            |
| Mixed        | Henrik Tóth Zsuzsa Kovács         | András Sinka Melinda Keszthelyi | Márton Szatzker Sára Fekete           |
| Mixed        | Henrik Tóth Zsuzsa Kovács         | András Sinka Melinda Keszthelyi | Levente Csiszér Csilla Gondáné Fórián |